# 逸景路站
逸景路站是广州地铁11号线的车站，位于中国广东省广州市海珠区逸景路芳盛街口的地底，在2024年12月28日启用。

## 车站結構

### 車站樓層
本站共有二层，全长390m，标准段宽20.9m。地面为车站各出入口，周边为逸景路、芳盛街、和韵街、珠江国际纺织城、合创中心、海珠区人民法院、海珠区六中珠江中学以及其他建筑，地下一層為站廳层，地下二層為11號線月台。
| 地下一层 | 站厅                       | 售票機、客服中心、商店、警务室、安检设施 |  |  |
| 地下二层 | 2 站台                     | █11号线 内环方向（下站：五凤）           |  |  |
|          | 岛式站台（卫生间、母婴室） |                                          |  |  |
|          | 1 站台                     | █11号线 外环方向（下站：上涌）           |  |  |

### 站厅
逸景路站站厅設有自动售票機及智能客務中心。

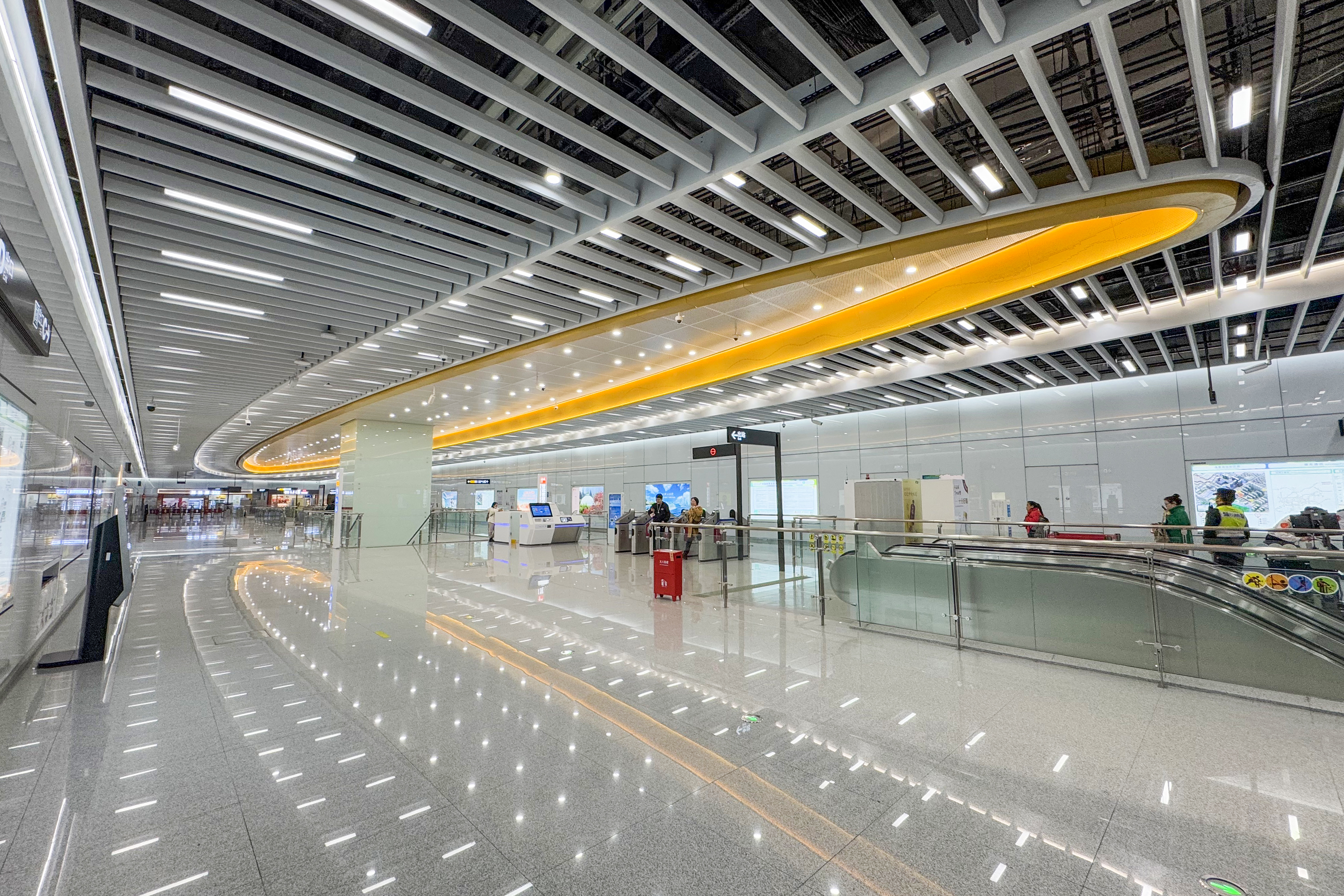
站厅

为方便行人进出，逸景路站站厅北侧被划分为收费区，收费区内设有专用电梯、多条扶手电梯及楼梯方便乘客前往月台。

### 月台

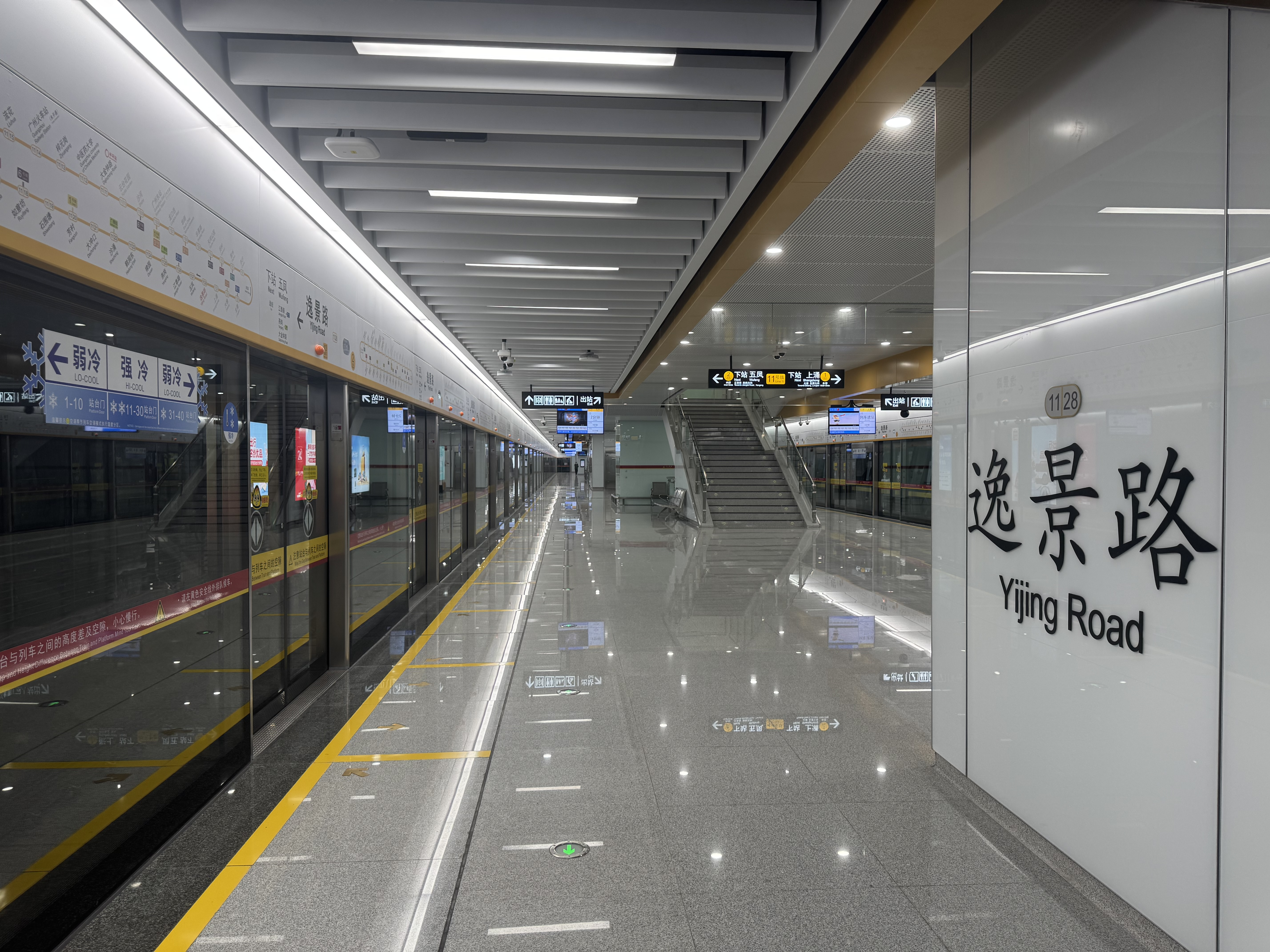
2号站台（11号线内环方向）

本站设有一个岛式月台，位于逸景路地底。本站的洗手间及母婴室设于站台往上涌方向的一端。
另外，本站往五凤方向设有交叉渡线。

### 出入口
逸景路站目前设有2个编号出入口及1个升降机专用出入口供乘客进出。
|                                           |                                        |      |          |                                                                                |
| 编号                                      | 设施                                   | 照片 | 出口指示 | 建议前往的目的地                                                               |
| C                                         | 扶手电梯标志                           |      | 逸景路   | 和韵街、广州市海珠区人民法院、逸景路公交车站（东行）、逸景翠园公交车站（东行） |
| D                                         | 盲道标志 · 扶手电梯标志                |      | 逸景路   | 叠景路、芳盛街、逸景路公交车站（西行）、逸景翠园公交车站（西行）               |
| 专用电梯口                                | 盲道标志 · 无障碍通道标志 · 升降机标志 |      | 逸景路   | 叠景路、芳盛街、逸景路公交车站（西行）、逸景翠园公交车站（西行）               |
| 註： 設有 \| 設有 \| 設有 \| 設有扶手電梯 |                                        |      |          |                                                                                |

## 接驳交通
逸景路站旁设有逸景路西和逸景翠园公交车站。
| 编号 | 编号 | 线路                       | 线路 | 线路                       | 收费 | 备注    |
| ---- | ---- | -------------------------- | ---- | -------------------------- | ---- | ------- |
|      | 488  | 逸景西路（珠江国际纺织城） | ↺    | 赤岗路口                   | 2元  |         |
|      | 767  | 大江苑                     | ⇆    | 逸景西路（珠江国际纺织城） | 2元  |         |
|      | 786  | 大塘西（敦和）             | ⇆    | 江晓路口                   | 2元  | 30分/班 |

| 编号 | 编号 | 线路                       | 线路 | 线路     | 收费 | 备注    |
| ---- | ---- | -------------------------- | ---- | -------- | ---- | ------- |
|      | 8    | 中山八路                   | ⇆    | 逸景翠园 | 2元  |         |
|      | 182  | 云苑新村                   | ⇆    | 逸景翠园 | 2元  |         |
|      | 488  | 逸景西路（珠江国际纺织城） | ↺    | 赤岗路口 | 2元  |         |
|      | 786  | 大塘西（敦和）             | ⇆    | 江晓路口 | 2元  | 30分/班 |

## 历史
本站最初出现于2009年的11号线“特大環線”方案，时名禾安围站。该方案随后获得采纳，本站后以逸景路站名义开始建设，并于2023年3月8日实现主体结构封顶。2024年9月，本站完成“三权”移交。
2024年12月28日，车站随11号线开通而启用。